# Кокугаку
Кокуга́ку (яп. 国学, изучение [культуры] страны), известно также как Вага́ку (яп. 和学, японоведение), Кога́ку (яп. 皇学 ко:гаку, учение об императоре) или Кога́ку (яп. 古学, наука о древности) — национальное культурное движение в Японии в период сёгуната Токугава (середина XVII века), пытавшееся противопоставить китайско-неоконфуцианским теориям, ставшим модными в то время, самобытность японской культуры и истории. Опираясь на национальную японскую религию синто, адепты движения кокугаку и основанная ими школа кокугакусю делали основную ставку на изучение старинной японской поэзии вака и традиционного японского искусства. Отчасти это движение было диссидентским по отношению к режиму сёгуната, так как ратовало за восстановление прямого императорского правления в Японии.

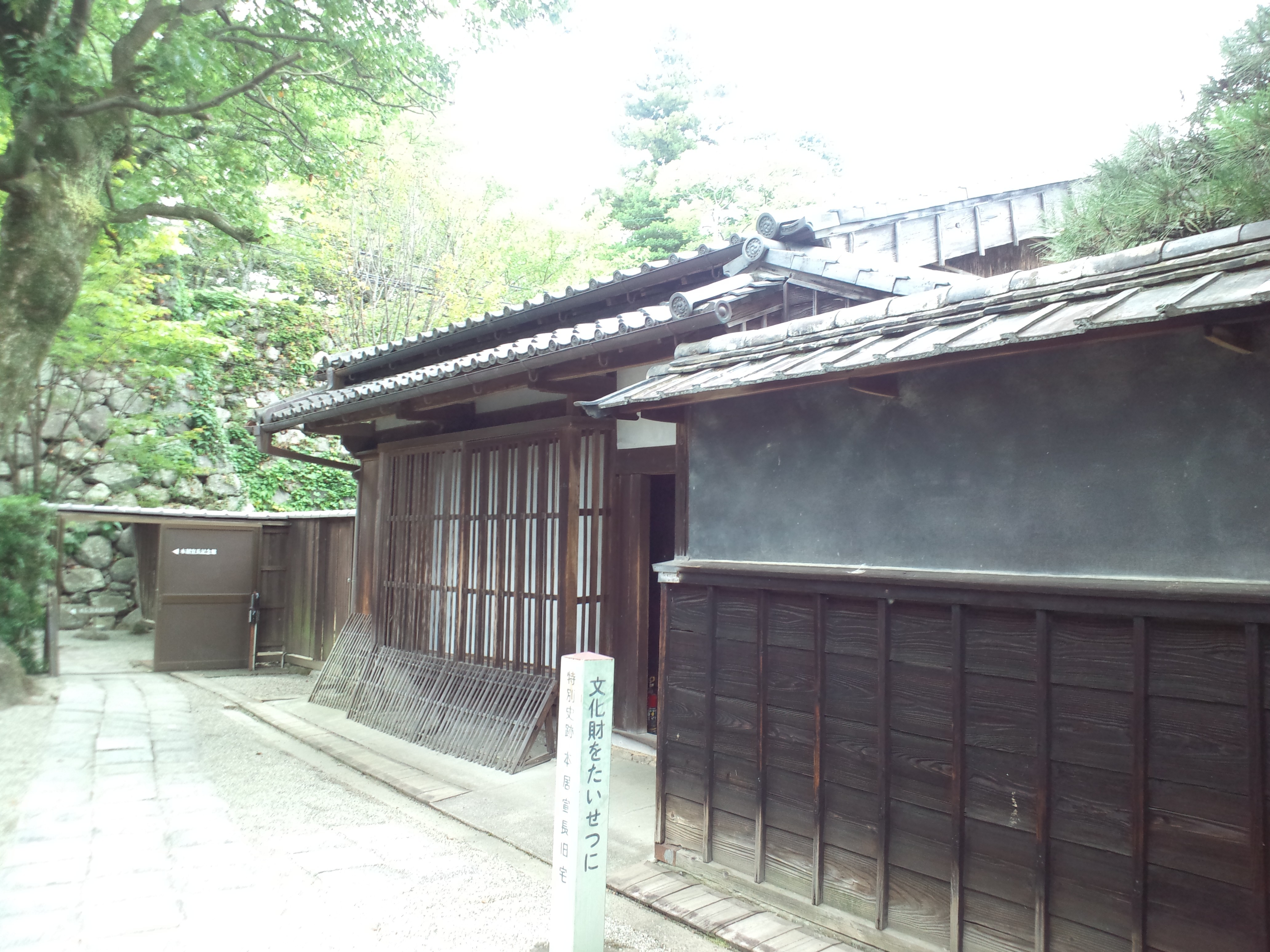
Бывшая резиденция Мотоори Норинаги; кабинет на втором этаже назывался «Судзуноя»

Кокугаку внесло свой вклад в японскую философию и культуру, придав последней черты оригинальной японской самобытности, узнаваемости среди культур государств Восточной Азии.

## Основные положения

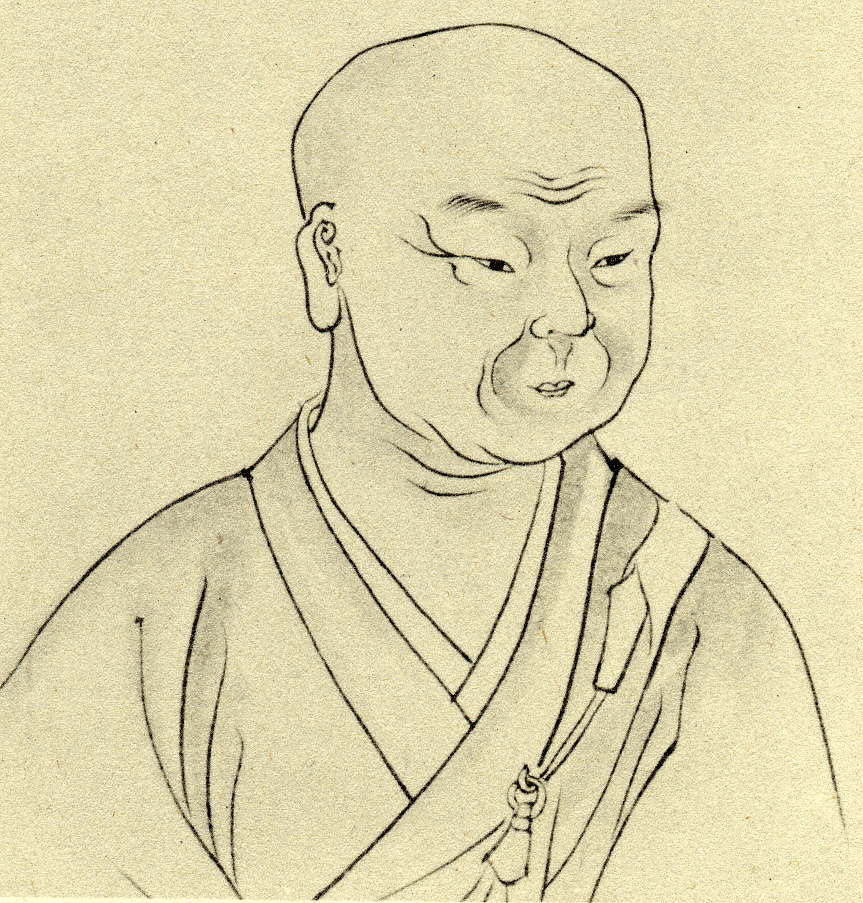
, предположительный основатель течения

Новое течение родилось в результате критики устоявшейся ранее тенденции опоры лишь на изучении конфуцианских («Пятикнижия» и «Четверокнижия») и буддийских текстов. Кокугаку основывалось на изучении уникальности японской культуры, пытаясь рассмотреть тип мышления и старинную этику (яп. 古道 кодо:) местных жителей, которые существовали в стране ещё до принятия буддизма. Существует мнение, что основателем школы является поэт Кэйтю (яп. 契沖, 1640—1701) в период Эдо примерно в эпоху Гэнроку (1688—1704), однако зачатки концепции кокугаку начали появляться ещё в начале сёгуната Токугава. Термин «кокугаку» появился при ученике Кэйтю — Када-но Адзумамаро (яп. 荷田 春満, 1669—1736).
Кокугаку развивалось из методологии нео-конфуцианских учёных Огю Сорая и Ито Дзинсая (яп. 伊藤仁斎, 1627—1705). Последователи кокугаку считали, что чжусианство и буддизм подавляют человеческие эмоции, и отдавали предпочтение свободному выражению чувств. После смерти Кэйтю школа разделилась на два вектора, один из которых занимался духовной сферой древних японцев, а второй — классическими литературными текстами. Создателями первого считаются Камо-но Мабути (яп. 賀茂真淵, 1697—1769) и Мотоори Норинага (яп. 本居宣長, 1730—1801); их течение получило массовое распространение среди горожан и землевладельцев. Во второй половине периода Эдо Хирата Ацутанэ предложил идею «реставрационного» синтоизма, сделав упор на религиозную сферу. Также известны так называемые «учёные-позитивисты» Бан Нобутомо (яп. 伴信友, 1773—1846) и Ханава Хокиити (яп. 塙保己一, 1776—1821), внесшие большой вклад в культуру Японии. Благодаря возникшей со временем социально-политической идеологии Сонно Дзёи, кокугакусю получила поддержку в японском феодальном обществе, дожив до XIX столетия.

## История

#### Кокугаку в качестве науки о стихосложении
Важное место в деятельности кокугаку занимает «культура синто». Но если сама по себе система верований не имеет текста-канона, то представители национальной школы, находясь под влиянием китайской парадигмы опоры на текст, для воссоздания идеи синтоизма пользовались филологическими методами анализа.
Адепты кокугаку изучали стихосложение (яп. 歌学 утагаку) и «Собрание мириад листьев», Манъёсю, которое противопоставляли средневековой японской поэзии. В данной сфере работали Киносита Кацутоси (яп. 木下勝俊, 1569—1649) и Тода Мосуй (яп. 戸田茂睡, 1629—1706), а также Кэйтю (благодаря последнему исследование древних текстов вышло на новый уровень: был написан комментарий к Манъёсю, заложена методологическая база для дальнейшего развития). Их начинания были поддержаны Токугавой Мицукуни (яп. 徳川光圀, 1628—1701), основателем школы Мито, как в материальном, так и в духовном плане. «Великая История Японии» (яп. 大日本史 дайнихонси) школы Мито создана под сильным влиянием деятельности кокугаку.
Када-но Адзумамаро, отстаивавший так называемую теорию «древнего пути», пытался изучать мировоззрение японцев через изучение синтоизма и японской классики. В дальнейшем Камо-но Мабути систематизировал учения Адзумамаро и Кэйтю, противоречащие друг другу, и создал на их основе цельное учение. Мабути полностью отказался от занятий конфуцианством и посвятил себя изучению «Собрания мириад листьев», считая, что в нём заложен сам дух японского народа, в том виде, в каком он существовал в былые времена.
Дзиун (яп. 慈雲, 1718—1805), основатель школы ундэн-синто (яп. 雲伝神道), находился под сильным влиянием Огю Сорая. Помимо написания религиозных текстов, он составил первый японский грамматический сборник санскрита в 1769 году. В 1786 году Дзиун провозгласил «Записи о деяниях древности», Кодзики, основой нового движения, утверждая, что буддизм находится к синтоизму значительно ближе, чем конфуцианство, из-за существующего понятия «чистого сердца» (яп. 清き心 киёки кокоро), которое естественным образом ведет к соблюдению буддийских «десяти добрых деяний». Интерес Дзиуна к синтоизму подогрели широко распространившиеся в то время идеи Мотоори Норинаги, учёного кокугаку.

#### Школа идей реставрации
Огю Сорай с целью разъяснения «Пути святых» основал направление, изучающее древнюю конфуцианскую литературу с позитивистской точки зрения. Мотоори Норинага, изучая «Повесть о Гэндзи», развивал идею моно-но аварэ, а также, опираясь на труды Сорая и Томинаги Накамото (яп. 富永仲基, 1715—1746), исследовал «Записи о деяниях древности», на основе чего сделал вывод, что японцы древности (поздний период Асука — эпоха Нара) имели очень тесную связь с божествами. На этом этапе кокугаку достигает весьма высокого уровня развития.
Хирата Ацутанэ, считавший себя последователем Норинаги, развил его теорию старинной этики до доктрины «реставрационного» синтоизма. По мере того, как идеи Ацутанэ распространялись по сельскохозяйственным районам страны, начали появляться течения, ставившие целью свержение сёгуната и передачу власти императору. Так, например, восстание Икуты Ёродзу (яп. 生田万, 1801—1837) в 1837 году черпало духовные силы в том числе из вышеупомянутой концепции (сам предводитель являлся одним из учёных кокугаку).

#### Зачатки милитаристских идей

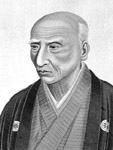

В 1796 году вышла книга Мотоори Норинаги «Проникновенные речи о противостоянии [варварам]» (яп. 馭戒慨言 гёдзю:гайгэн), в которой утверждалось, что родиной богини солнца Аматэрасу является Япония, а значит Китай и Корея должны иметь более низкий международный статус. Содержание книги основывалось на идее «японоцентризма» (яп. 日本中心主義 нихонтю:син сюги), а также включало в себя историю развития дипломатических отношений между странами. Сато Нобухиро (яп. 佐藤信淵, 1769—1850), ученик Хираты Ацутанэ, в книге «Тайный план объединения Японии и мира» (яп. 宇内混同秘策 удайкон хисацу) предложил конкретный план захвата Кореи. Среди учёных кокугаку все больше распространялись милитаристские идеи интервенции на материк.

#### Изучение текстов
Ханава Хокиити, помимо участия в составлении книги «Великая История Японии» школы Мито, организовал место для проведения устных выступлений кокугаку, а также был составителем сборника старых японских книг по истории и литературе (яп. 群書類従 гунсёруйдзю:). В первом выпуске книги 1819 года содержалось около 1273 произведений 25 различных тем.
Даже после распространения идеи «реставрационного» синтоизма Хираты Ацутанэ часть учёных кокугаку, как, например, Мурата Харуми (яп. 村田春海, 1746—1811), отвергали новый вектор развития, продолжая изучение древних текстов. Позднее это течение станет основой для японской лингвистики (связанной с именем Ёсио Ямады (яп. 山田孝雄, 1873—1957)) и этнографии (Янагита Кунио, 1875—1962).

## Известные учёные кокугаку
- Ханава Хокиити (яп. 塙保己一, 1776—1821)
- Хирата Ацутанэ (яп. 平田篤胤, 1776—1843)
- Када-но Адзумамаро (яп. 荷田 春満, 1669—1736)
- Камо-но Мабути (яп. 賀茂真淵, 1697—1769)
- Мотоори Норинага (яп. 本居宣長, 1730—1801)
- Мотоори Охира (яп. 本居大平, 1756—1833)
- Наканэ Котэй (яп. 中根香亭, 1839—1913)
- Уэда Акинари (яп. 上田秋成, 1734—1809)
- Датэ Мунэхиро (яп. 伊達宗広, 1802—1877)

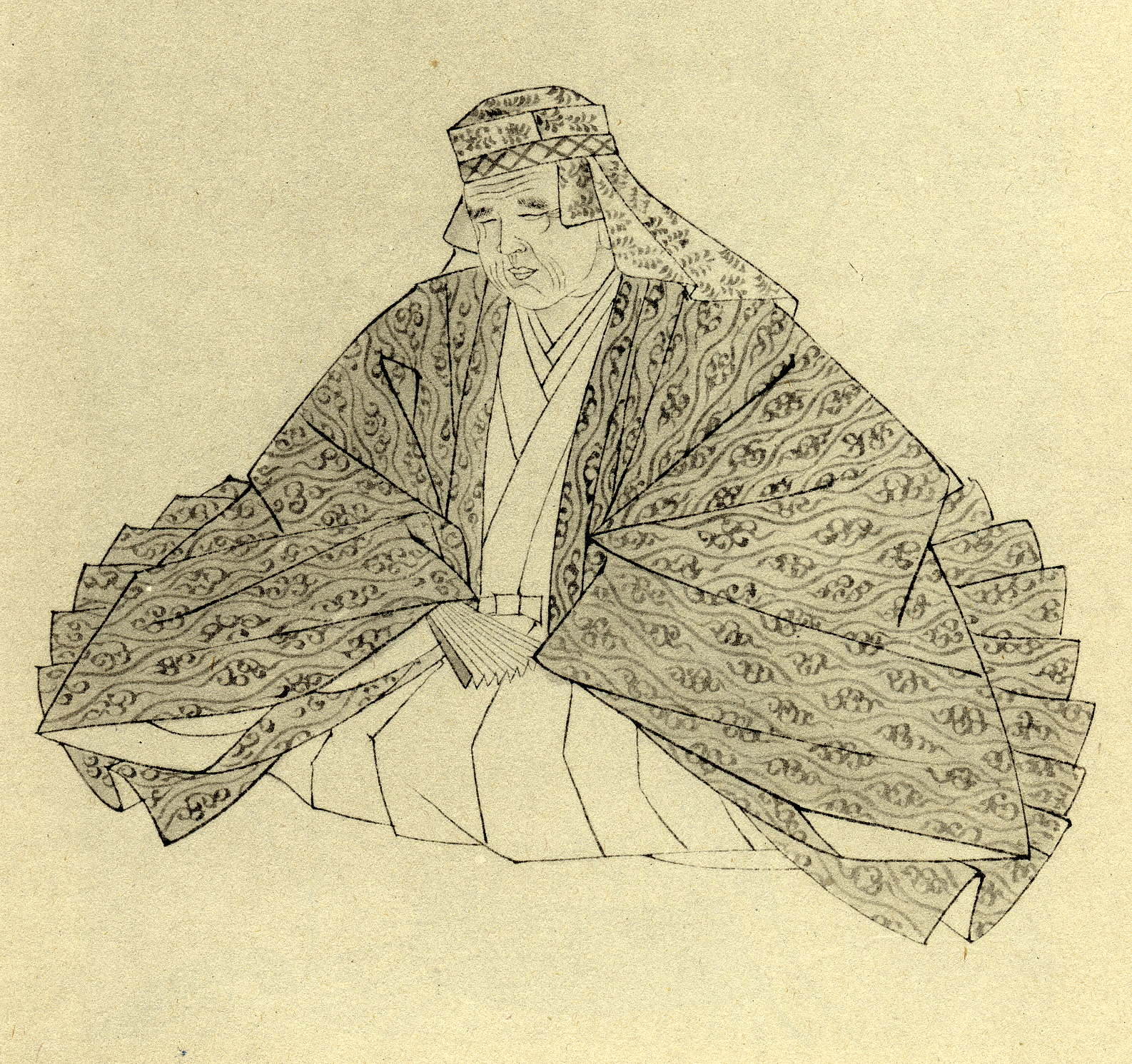
Ханава Хокиити
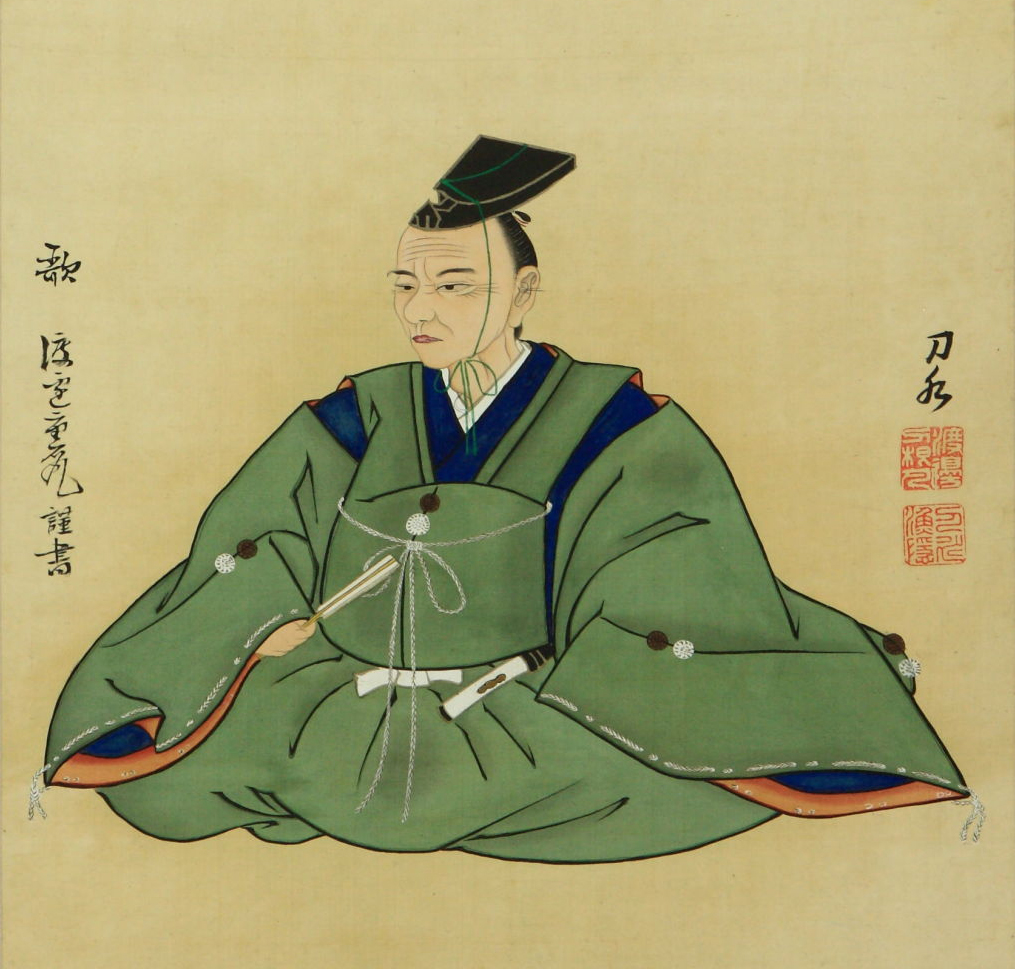
Хирата Ацутанэ
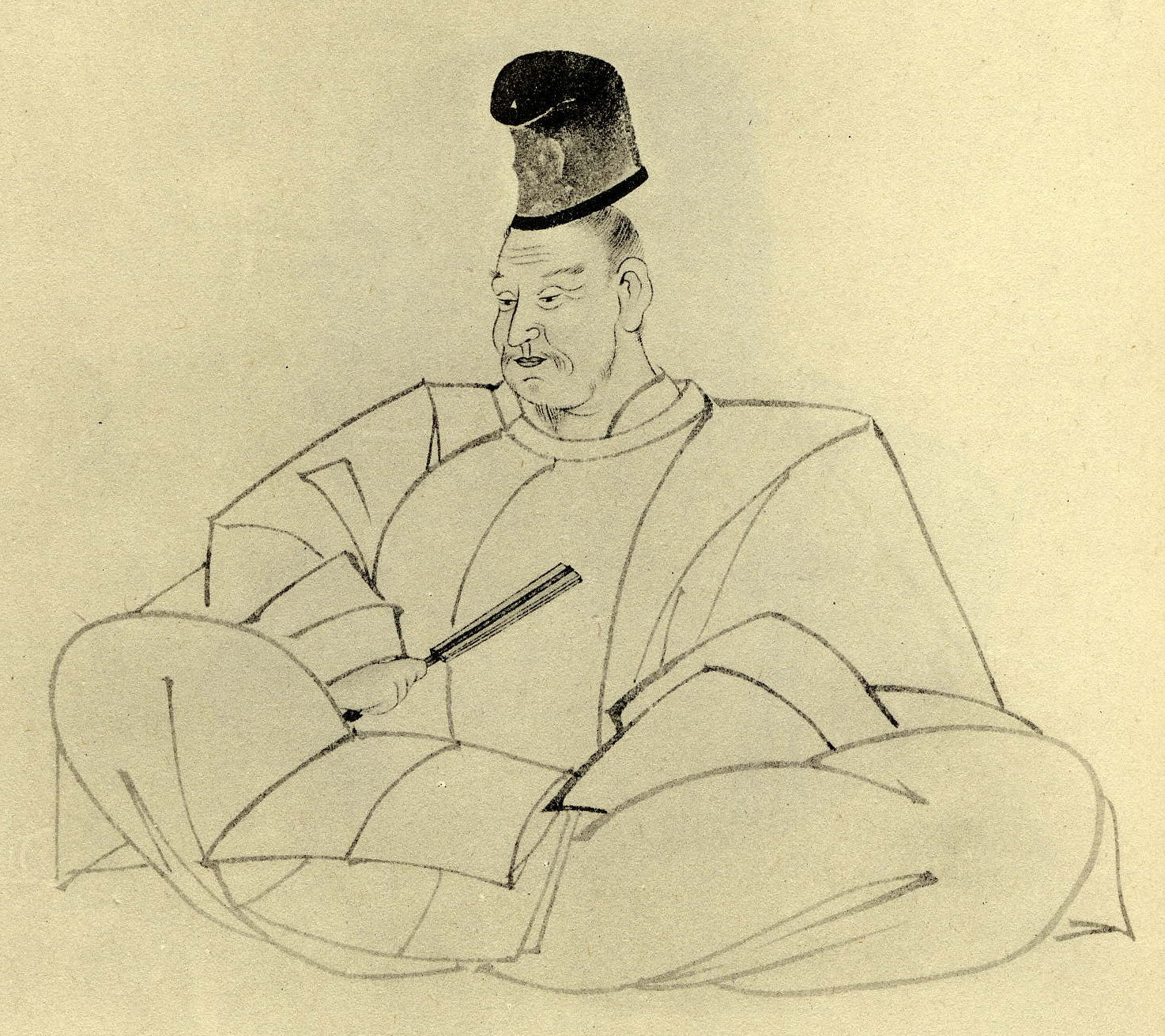
Када-но Адзумамаро
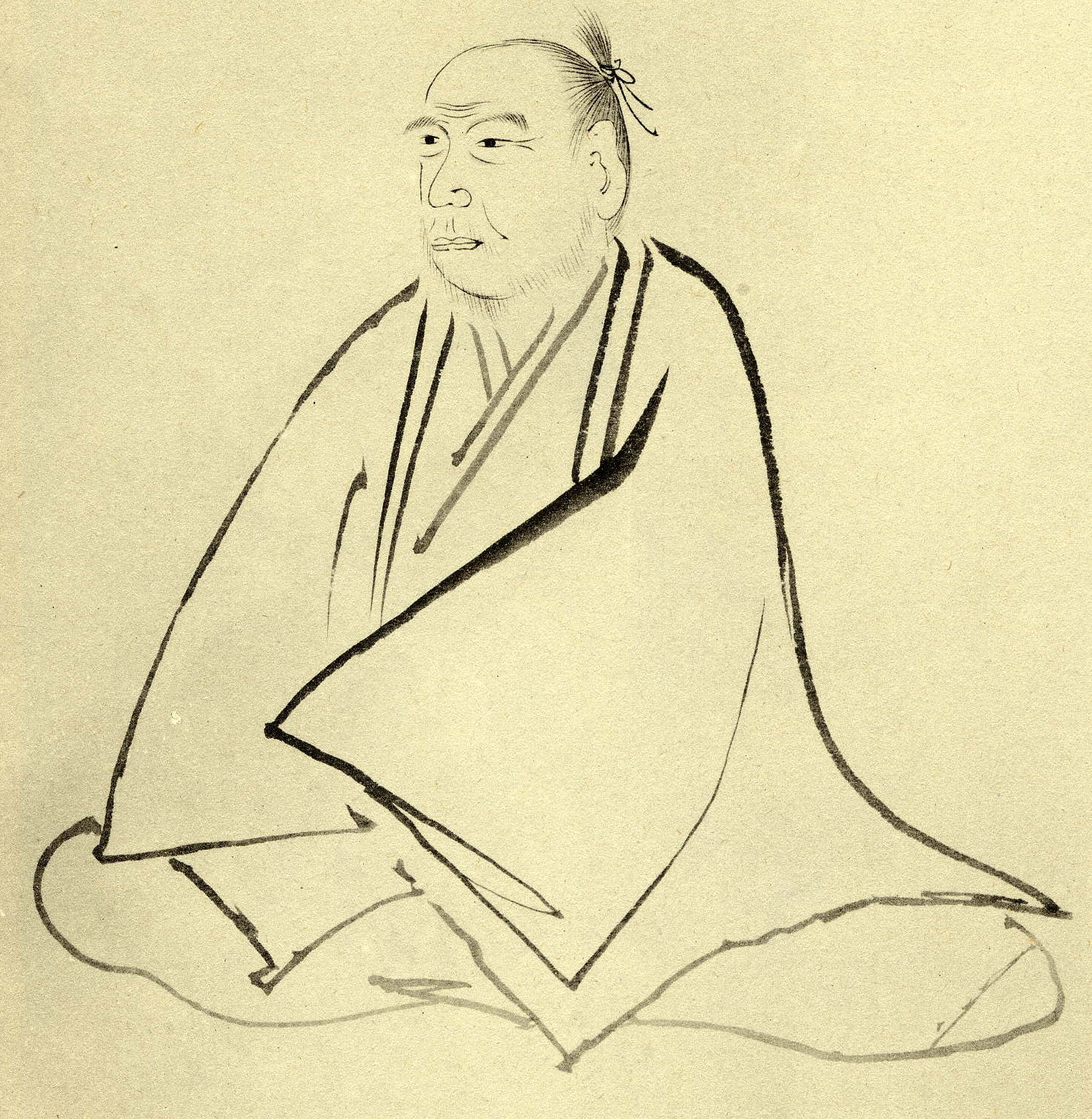
Камо-но Мабути
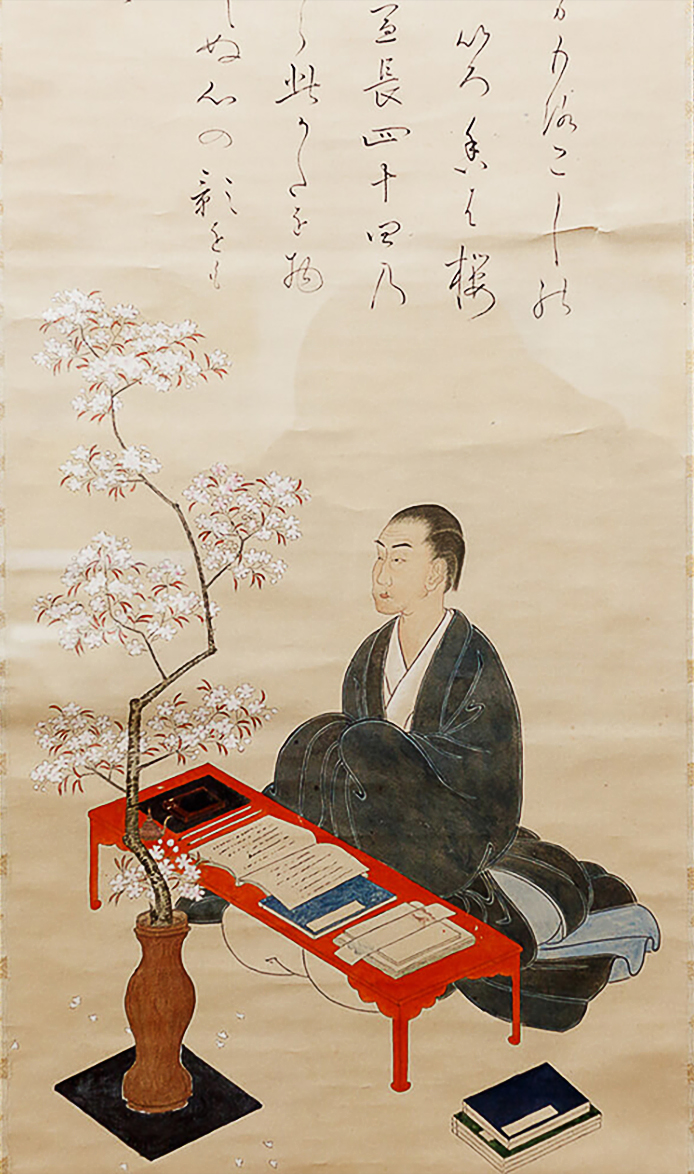
Мотоори Норинага
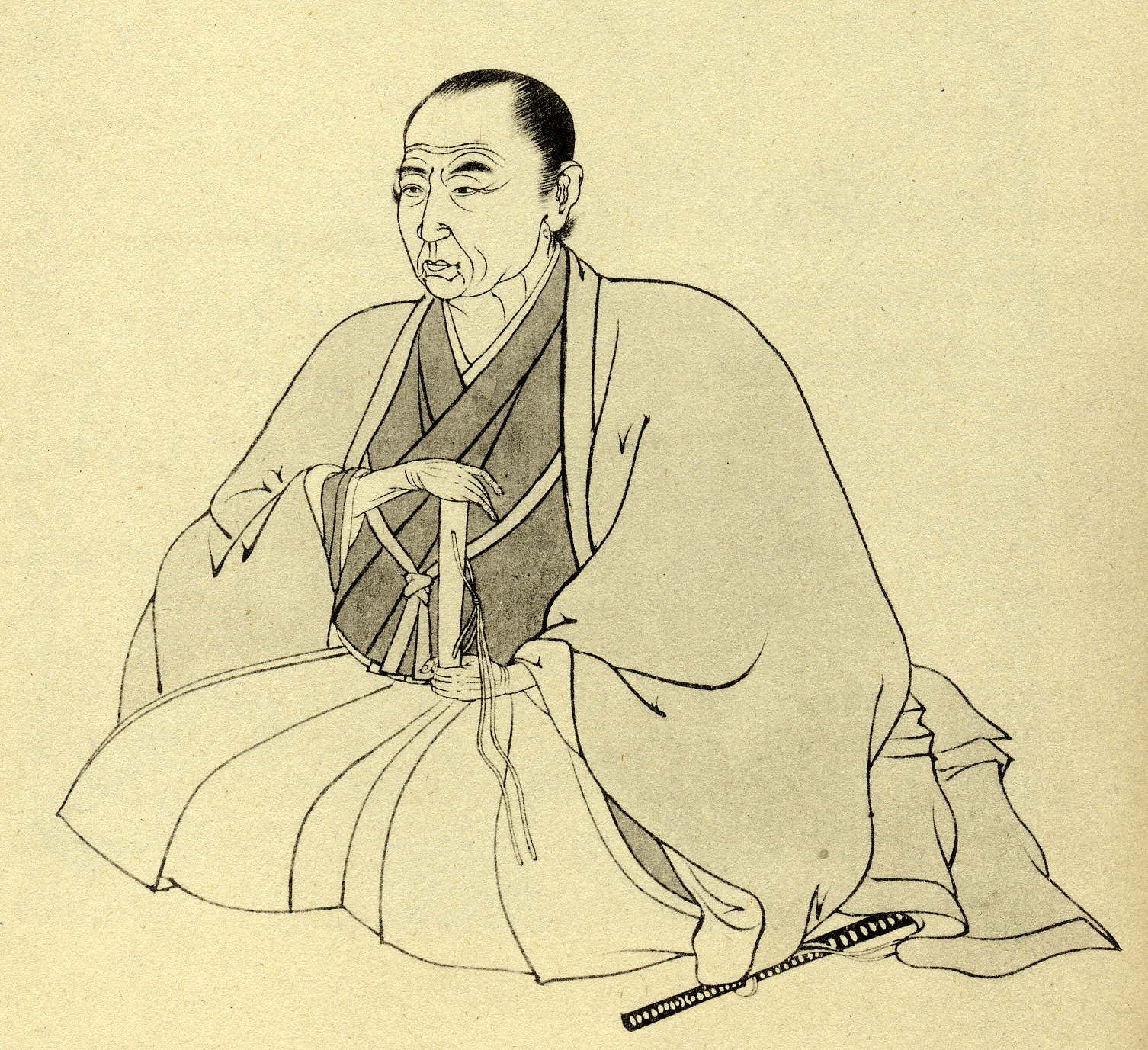
Мотоори Охира
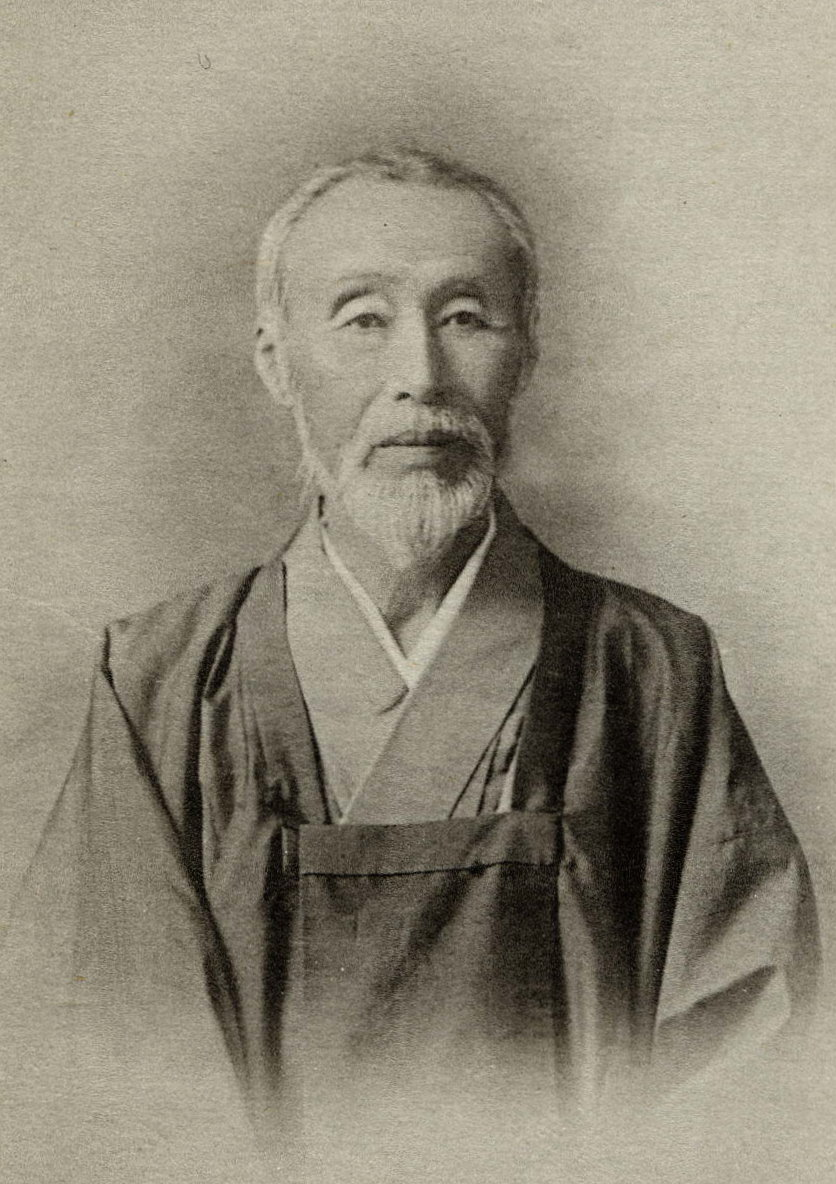
Наканэ Котэй
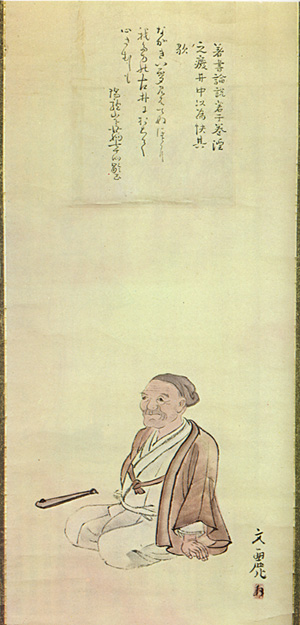
Уэда Акинари
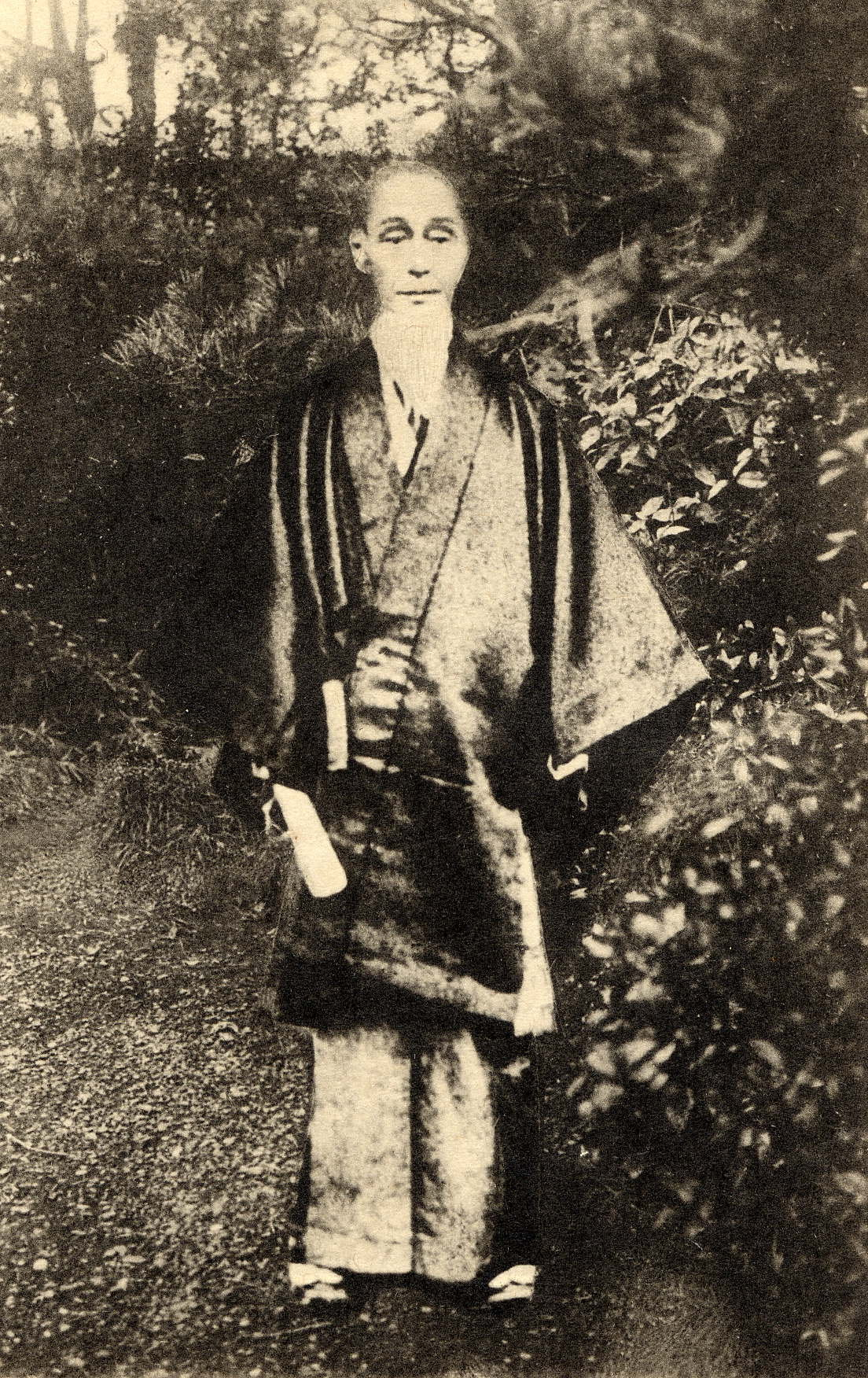
Датэ Мунэхиро